# Археологически музей (Септември)
Археологически музей „Проф. Мечислав Домарадски“ в град Септември е сред най-младите музеи в България и единственият специализиран музей за археология на територията на област Пазарджик.

## История
През 1987 г. в Септември се открива общоисторическа музейна сбирка. Музеят е преобразуван в археологически през 1995 г., в резултат на археологическите проучвания, започнали през 1988 г. в местността Аджийска воденица в землището на Ветрен и значителното увеличаване на фонда му.
През 1998 г. Археологическият музей е организатор и домакин на международния археологически симпозиум „Пистирос и Тасос. Търговските структури на Балканския полуостров през VII – II век пр. Хр.“, а през 1999 г. е съорганизатор на проведения в памет на проф. Мечислав Домарадски международен симпозиум „Културата на траките и техните съседи“, в Казанлък.
Във връзка с десетгодишнината на музея е именуван в чест на проф. Мечислав Домарадски, откривател и пръв проучвател на емпорион Пистирос, организатор и създадел на автоматизираната информационна система „Археологическа карта на България“. Оттогава и музеят се помещава в нова сграда.

## Експозиция
Резултатите от проучванията си музеят популяризира чрез организиране и участие в научни форуми, публикации и изложби.
Най-голям интерес представлява откритият и експониран в музея каменен надпис от Пистирос на старогръцки език, който представлява юридически документ, уреждащ статута на емпорион Пистирос. Гранитната плоча, на която е написан текста е открита в близост до римската пътна станция Бона мансио. Нумизматичната сбирка от над 1500 монети на тракийски владетели е една от най-богатите в света.

## Събития
Ежегодно през февруари се провежда „Празник на виното“, съорганизатор е археологическият музей.